# Doble Copacabana Grand Prix Fides
Der Doble Copacabana Grand Prix Fides war ein Straßenradrennen in Bolivien. Die kleine Rundfahrt führte in rund sechs Etappen durch das Departamento La Paz. Erstmals fand das Rennen 1995 statt – bis 2007 regelmäßig im November. In den Jahren 2006 und 2007 war es Teil der UCI America Tour mit Kategorie 2.2. In dieser Rennserie wurde das Rennen in der Austragung 2008 von der Vuelta a Bolivia abgelöst.

## Sieger
| - 2007 Óscar Soliz - 2006 Juan Diego Ramírez - 2005 Libardo Niño - 2004 Javier Zapata Villada - 2003 Álvaro Sierra - 2002 Francisco Colorado - 2001 Jairo Pérez - 2000 José Ismael Sarmiento - 1999 Jairo Pérez - 1998 Ismael Sarmiento - 1997 Graciano Fonseca - 1996 Cid Martínez - 1995 Nicht bekannt - 1994 Cristobal Bustos |